# Michél Mazingu-Dinzey
Michél Mazingu-Sinda-Dinzey (* 15. Oktober 1972 in Berlin) ist ein ehemaliger deutsch-kongolesischer Fußballspieler und jetziger Fußballtrainer.

## Fußball

### Spieler-Karriere
Dinzey begann im Alter von sechs Jahren mit dem Fußballspielen bei der SpVgg Schöneberg Berlin. Er wechselte im Alter von zwölf Jahren zum VfL Schöneberg und blieb dort die nächsten vier Jahre. Die Vereine fusionierten später und treten mittlerweile als 1. FC Schöneberg auf. 1988 ging er zum FV Wannsee und spielte ein Jahr bei den A-Junioren; mit 17 Jahren spielte er bei der ersten Mannschaft des FV Wannsee in der Oberliga. Nach einem Jahr wechselte er zum VfB Lichterfelde und spielte dort weitere zwei Jahre in der Oberliga.
1994 begann Dinzey seine Profikarriere beim Bundesligisten VfB Stuttgart. Am 2. August gab er im Auswärtsspiel beim TSV 1860 München sein Debüt in der Bundesliga. Nach insgesamt 14 Einsätzen für den VfB verpflichtete ihn 1995 zur Saison 1995/96 der FC St. Pauli mit der Aussicht, dort Stammspieler zu werden. Er setzte sich in Hamburg schnell durch und wurde Publikumsliebling. Er bestritt für St. Pauli 30 Spiele und wurde erstmals in die Fußballnationalmannschaft Zaires (später Demokratische Republik Kongo) berufen. Nach der Saison unterschrieb er bei Hertha BSC. Dort wurde Dinzey als Stammspieler ein wichtiger Teil der Mannschaft, der die Rückkehr in die Bundesliga gelang. Er spielte noch ein zweites erfolgreiches Jahr mit der Hertha in der Bundesliga. Dann holte ihn der TSV 1860 München für 1,3 Millionen D-Mark als Alternative für Horst Heldt.
In zwei Jahren kam er bei den Münchnern auf 15 Spiele und erzielte dabei ein Tor. Der TSV 1860 qualifizierte sich 2000 für die Champions League, aufgrund von Differenzen mit dem damaligen Trainer Werner Lorant setzte ihn dieser jedoch kaum ein. In weiterer Folge wechselte er zu Hannover 96 in die zweite Bundesliga, erspielte sich aber auch dort keinen Stammplatz und kam auf lediglich 13 absolvierte Spiele und zwei erzielte Tore. 2001 ging er für vier Monate zu Vålerenga Oslo in die norwegische 1. Division. Für Vålerenga, das nach dieser Saison in die Tippeligaen aufstieg, absolvierte er zehn Spiele und schoss dabei ein Tor.
Bereits 2002 wechselte er zurück nach Deutschland zum damaligen Zweitligisten Eintracht Braunschweig. Obwohl die Mannschaft im Sommer 2003 aus der 2. Bundesliga absteigen musste, blieb Dinzey dem nunmehrigen Drittligisten treu und absolvierte anschließend mit der Saison 2003/04 statistisch seine bis dahin erfolgreichste: Er lief 32 Mal für die Eintracht auf und erzielte dabei 13 Tore, außerdem wurde er mit Braunschweig Niedersachsenpokalsieger. Danach zog es ihn wieder zurück zum FC St. Pauli. In den folgenden drei Jahren absolvierte er in der Regionalliga 88 Spiele und erzielte 24 Tore, zudem wurde er zweimal Hamburger Oddset-Pokalsieger. 2006 erreichte er mit St. Pauli das Halbfinale des DFB-Pokals und verlor gegen den späteren Sieger FC Bayern München. Nach der Saison 2006/07, in der St. Pauli sich für die 2. Bundesliga qualifizieren konnte, verließ Dinzey den Verein und wechselte für sieben Monate zum KSV Holstein Kiel. Er bestritt dort zehn Spiele und erzielte ein Tor, bevor er seine Profikarriere endgültig beendete. Bis Juli 2012 war Dinzey beim niedersächsischen Bezirksligisten TSV Apensen tätig und arbeitete dort zudem als Trainer im Herren- und Jugendbereich.
Insgesamt bestritt Michél Mazingu-Dinzey in seiner Karriere als Profi 90 Bundesliga-Spiele, 77 Spiele in der 2. Bundesliga und 220 Regionalliga-Spiele. Dazu kommen 33 A-Länderspiele für die DR Kongo. Die Fans des FC St. Pauli wählten Dinzey anlässlich des Vereinsjubiläums 2010 in die Jahrhundertelf. Von dieser wurde Dinzey Ende Juli 2016 durch den Ehrenrat des FC St. Pauli ausgeschlossen, nachdem er am 15. Juni 2016 in vorderster Front an einer Anti-Asyl-Demonstration im Chemnitzer Ortsteil Einsiedel teilnahm. Er erklärte seine Teilnahme als Missverständnis und Fehler und bat um Entschuldigung.

#### Internationale Karriere
Michél Dinzey debütierte für die Nationalmannschaft der DR Kongo am 19. Januar 1996 beim Afrika-Cup in Südafrika gegen Gabun in Durban. Er gehörte auch zum Aufgebot der DR Kongo beim Afrika-Cup 2000 in Ghana und Nigeria und beim Afrika-Cup 2004 in Tunesien. Sein letztes Spiel bestritt er gegen die tunesische Fußballnationalmannschaft im Zuge des Afrika Cups 2004.

### Trainer-Karriere
Nach seinem Rücktritt als Spieler begann Dinzey im Oktober 2008 beim DFB als Stützpunkttrainer in Hamburg (Steilshoop). Vom 1. März bis zum 31. Dezember 2009 war er Assistenztrainer in der DR Kongo beim Erstligisten FC Saint Eloi Lupopo in der Stadt Lubumbashi. Dort wurde er 2009 Vizemeister und qualifizierte sich für die CAF Champions League 2010. Daneben arbeitet er als Berater beim Global United FC. Nach seiner Rückkehr aus Lubumbashi arbeitete er zeitweise in beratender Funktion und als Talentsichter für den türkischen Verein Diyarbakırspor. Im Oktober 2011 übernahm Dinzey das Traineramt beim Bezirksligisten TSV Apensen (Landkreis Stade).
Ab Oktober 2013 war er Trainer beim Sechstligisten Kosova Hamburg 1977 e. V. Nachdem er im Mai 2014 den Klassenerhalt in der Landesliga Hansa mit dem Klub Kosova geschafft hatte, trat er zum Ende der Saison 2013/14 von seinem Amt als Cheftrainer zurück. Ab Dezember 2014 arbeitete er für die TSG 1899 Hoffenheim in der Spielersichtung. Zudem unterstützt er die gemeinnützige Organisation U-Dream Football. Anfang März 2019 übernahm Mazingu-Dinzey das Amt des Nationaltrainers von Antigua und Barbuda. Darüber hinaus wurde ihm die Aufgabe anvertraut, die Entwicklung des Fußballverbandes des Landes voranzutreiben. Im November 2022 wurde er U20-Nationaltrainer der Demokratischen Republik Kongo. Im Sommer 2023 gab er diese Aufgabe wieder ab. Für die Regionalliga-West-Saison 2024/25 wurde er vom KFC Uerdingen 05 als Cheftrainer verpflichtet. Er wurde Mitte Juli 2024 vom Cheftrainer zum Sportchef befördert und am 28. August 2024 bereits wieder entlassen.

## American Football
Ab der Saison 2011 war Dinzey Kicker bei der neu aufgestellten Herrenmannschaft der St. Pauli Buccaneers.

## Medienkarriere
Im Juli 2013 übernahm Dinzey die Rolle als Experte bei Fußballübertragungen des Senders Sport1 und agierte bis zum 1. Januar 2015 bei Live-Spielen als Online-Kommentator über Twitter. Zudem war er bei Sport1 als Experte bei Übertragungen von Regionalliga-Spielen im Einsatz. Während des Afrika-Cups 2024 war er als Experte für Sportdigital tätig.

## Politische Aktivitäten
Für Irritationen innerhalb der Fanszene seines ehemaligen Vereins FC St. Pauli sorgte Dinzeys Teilnahme an einer Anti-Asyl-Demonstration im Chemnitzer Ortsteil Einsiedel am 15. Juni 2016, bei der Dinzey in erster Reihe mitlief und ein Transparent mit der Aufschrift „Einsiedel übt Kritik an der absurden Politik“ trug. In einem offenen Brief erklärte der Fanclubsprecherrat (FCSR) des FC St. Pauli als rechtmäßige Vertretung der organisierten St. Pauli-Fans am 17. Juni 2016: „Wir wollen mit Ihnen nichts mehr zu tun haben und erwarten auch keinerlei Auftritte mehr im Dress und im Umfeld des FC St. Pauli.“

## Privates
Dinzeys Vater stammt aus der Demokratischen Republik Kongo.
Dinzey machte 2008 öffentlich, bis November 2001 unter Alkoholproblemen gelitten zu haben. In seiner Zeit bei Hertha BSC habe er wegen Trunkenheit eine Abmahnung erhalten.
Er engagiert sich für verschiedene soziale Projekte, wie zum Beispiel NestWerk e. V. des Gründers Reinhold Beckmann oder bei der Bekämpfung von Alkohol und anderen Drogen bei Kindern und Jugendlichen in der Psychiatrischen Klinik am Universitätsklinikum Hamburg-Eppendorf. Außerdem ist er Mitglied des Global United FC, der Fußballspiele weltweit bestreitet. Er engagiert sich regelmäßig für die jährliche Hamburger Benefizaktion Kicken mit Herz.
Dinzey ist verheiratet und hat zwei Kinder.